# مسترانول
مسترانول (انگلیسی: Mestranol) (با نام‌های تجاری Enovid و Norinyl و Ortho-Novum) یک داروی استروژن است که در قرص‌های ضدبارداری، هورمون درمانی یائسگی و درمان اختلالات قاعدگی به کار می‌رود. این دارو در ترکیب با یک پروژسترون فرموله شده است و به تنهایی در دسترس نیست. این دارو از راه دهان مصرف می‌شود.
عوارض جانبی مسترانول شامل حالت تهوع، تنش سینه، ادم، و خونریزی ناگهانی است. این دارو یک استروژن یا آگونیست گیرنده‌های استروژن است که هدف بیولوژیکی استروژن‌هایی مانند استرادیول است. مسترانول یک پیش‌داروی اتینیل‌استرادیول در بدن است.
مسترانول در سال ۱۹۵۶ کشف شد و در سال ۱۹۵۷ برای استفاده پزشکی معرفی شد. این دارو جزء استروژن در نخستین قرص ضدبارداری بود. در سال ۱۹۶۹، اتینیل‌استرادیول در بیشتر قرص‌های ضدبارداری جایگزین مسترانول شد، اگرچه استفاده از مسترانول در شمار کمی از قرص‌های ضدبارداری حتی امروزه نیز ادامه دارد. مسترانول فقط در چند کشور از جمله ایالات متحده آمریکا، بریتانیا، ژاپن و شیلی موجود است.